# Dofus: os Tesouros de Kerubim
Dofus aux trésors de Kerubim (Dofus: Os Tesouros de Kerubim (título em Portugal) ), é uma série de desenho animado francesa com um total de 52 episódios com duração de 13 minutos cada um (inicialmente a série foi prevista para ter apenas 26 episódios de 26 minutos, mas a finalizaram com 52 episódios de 13 minutos que tinham sido escolhidos.) da produtora Ankama Animations, com a participação da France Télévisions e com a participação do Centre National de la Cinématographie, a série foi exibida entre 5 de janeiro de 2013 até 1 de fevereiro de 2014 no canal francês France 3.
Em Portugal, a série estreou no dia 14 de outubro de 2014 pela SIC K.

## Enredo
A história se passa 200 anos antes da época do jogo on-line DOFUS. Ele usa os códigos e a atmosfera do jogo, conhecido por seu humor colorido e onipresente.
É nesta loja de antiguidades que irão os estudantes Ecaflip e Joris. A loja é uma caverna cheia de tesouros, armas, amuletos, artefatos decorativos preciosos e até mesmo itens mágicos. Original, bonito e enigmático, cada objeto prende a atenção do menino curioso  : O que é esse objeto, Kerubim ? O que é isso ? O que aconteceu em suas mãos ?. Tantas perguntas que seu pai está sempre feliz em responder contando uma história  : um flashback nos leva de volta a um tempo quando Kerubim ainda era jovem e arrojado, quando ele tinha 20 anos, ele viajou o Mundo dos Doze em busca de aventura. De seus muitos encontros são maravilhosos itens para venda que hoje se tornaram tão famosos quanto sua misteriosa loja  : "Os Tesouros de Kerubim".

## Autores
A série foi dirigida por : Jean-Jacques Denis.

### Autores originais[4]
- Emmanuel Franck (Bíblia Literária e Produção Executiva)
- Anthony Roux (Bíblia Literária e Produção Executiva)
- Sonia Desmichelis (Desenho e animação dos personagens)
- Fabrice Nzinzi (Direção artística)

### Autores[5]
- Olivier Vannelle (cenário dos episódios 1, 2, 7, 11, 15, 16, 18, 28, 33 & 35)
- Joël Bassaget (cenário dos episódios 3, 4, 14, 17, 16, 18, 33 & 35)
- Tom Gobart (cenário dos episódios 5, 23 & 34)
- Fanny Laigle (cenário dos episódios 6, 36 & 37)
- Ronan Joubaud (cenário dos episódios 12, 13 & 26)
- Anne-Charlotte Roux (cenário dos episódios 8 & 22)
- Faouzi Boughida (cenário dos episódios 9 & 21)
- Daniel Qualizza (cenário do episódio 24)
- Denis Bardiau (cenário dos episódios 20, 25 & 31)
- Loïc Roger (cenário do episódio 10)
- Mickaël Carton (cenário do episódio 28)
- Simon Correard (cenário do episódio 33)

## Distribuição da dublagem francesa
A direção da dublagem francesa foi feita por Mathias Kozlowski.

### Protagonistas
- Kerubim velho : Jean-Claude Donda
- Kerubim jovem : Pascal Nowak
- Kerubim adolescente : Thomas Sagols
- Kerubim criança : Jules Tissier-Timmerman
- Joris : Sauvane Delanoe
- Simone : Claire Baradat
- Lou : Barbara Beretta
- Maison Shushu : François Siener
- Miss Kitty : Patricia Legrand

### Recorrentes
- Valerie Vogt  : Cliente / Tagarela 1 (episódios 1,2) ; Femme de Bash Squale /Ambiances (episódio 7)
- Yannick Blivet : Lascars 2 /Lascars 3 /Ambiances/ Blop (episódio 1) ; Garde (episódio 2) ; Collier Shushu /Pirata /Ambiance (episódio 7)

### Vozes adicionais[7]
- Bob de Bonta : Gilles Morvan (episódio 1)

- Tagarela 2 / Fan 2 : Laetitia Lefebvre (episódios 1,2)
- La Mémé / Voisine : Marie Martine (episódios 1,2)
- Tortue Brutale / Conducteur : Michel Mella (episódios 1, 2)
- Kanigroo / Gros lascar Iop : Jean-Jacques Nervest (episódios 1, 2)
- Crocosec : Jerôme Pauwels (episódios 1, 2)

- Dieu Ecaflip : Said Amadis (episódios 3, 5, 8, 9)

- Bash Squale : Pierre-François Pistorio (episódio 7)
- Bash Squale enfant : Nathalie Bienaimé (episódio 7)
- Hélène : Karine Foviau (episódio 7)
- Amirale Kokuss : Pierre Laurent (episódio 7)

- Vax : Michel Papinescni (episódio 10)
- Indie : Sébastien Desjours (episódios 5, 6, 13)

- Outras vozes do episódio 1 : Jean-Remi Tichit (Lascars 1/Ambiances), Edouard Rouland (Lascars 4/Ambiances), Barbara Beretta (Fan 1), Oscar Lefebvre (Jeune Eca)
- Outras vozes do episódio 3 : Arthur Pestel, Kelyan Blanc, Fabrice Trojani, Vincent de Bouard (Candidat heureux)
- Outras vozes do episódio 4 : Bruno Magne (le client)
- Outras vozes do episódio 7 : Jerome Berthoud (Pirate/Ambiance), Pauline Brunel (Bock la bègue /Ambiances),  Oliva Luccioni (Fillette 1 /Ambiences), Cindy Lemineur (Fillet 1 & 2 /Ambiances), Eglantine Pembauville (Ambiances)

## Episódios
| Temporada | Episódios | Começo França        | Final França           | Começo Portugal       |
| --------- | --------- | -------------------- | ---------------------- | --------------------- |
| 1         | 52        | 5 de janeiro de 2013 | 1 de fevereiro de 2014 | 14 de outubro de 2014 |

### Nome dos episódios[8]
| Episódios | Nome dos episódios           | Data de estreia         | Data de estreia       |
| --------- | ---------------------------- | ----------------------- | --------------------- |
| 1         | Kérubim                      | 5 de janeiro de 2013    | 14 de outubro de 2014 |
| 2         | O blues de Luis              | 5 de janeiro de 2013    |                       |
| 3         | Caça à Truche                | 12 de janeiro de 2013   |                       |
| 4         | A ampulheta infernal         | 19 de janeiro de 2013   |                       |
| 5         | Bem-vindo Yech'ti            | 26 de janeiro de 2013   |                       |
| 6         | Dança contra os Boolobos     | 2 de fevereiro de 2013  |                       |
| 7         | Bash Squale                  | 9 de fevereiro de 2013  |                       |
| 8         | A chichala de Pandawa        | 16 de fevereiro de 2013 |                       |
| 9         | O lendário Likrone           | 23 de fevereiro de 2013 |                       |
| 10        | A arte de viver de Vax       | 2 de março de 2013      |                       |
| 11        | O araknacoiffe peludo        | 9 de março de 2013      |                       |
| 12        | O grande glucídio            | 16 de março de 2013     |                       |
| 13        | Um diamante por Ruby         | 23 de março de 2013     |                       |
| 14        | Koalak Couac                 | 30 de março de 2013     |                       |
| 15        | Kéké Rikiki                  | 6 de abril de 2013      |                       |
| 16        | Para o oeste de Astrub       | 13 de abril de 2013     |                       |
| 17        | Dor de dente                 | 20 de abril de 2013     |                       |
| 18        | O pyrofuego                  | 27 de abril de 2013     |                       |
| 19        | O julgamento dos 12          | 04 de maio de 2013      |                       |
| 20        | Meu amigo Bashi              | 11 de maio de 2013      |                       |
| 21        | A chacha na Lua              | 19 de maio de 2013      |                       |
| 22        | O pulotte gigante            | 25 de maio de 2013      |                       |
| 23        | Como um pichon da água       | 1 de junho de 2013      |                       |
| 24        | Jogos, trapaças e tentáculos | 8 de junho de 2013      |                       |
| 25        | S.O.S. Aventuras             | 15 de junho de 2013     |                       |
| 26        | Mistério e a bola de pelo    | 22 de junho de 2013     |                       |
| 27        | A cidade de Ecaflip 1        | 29 de junho de 2013     |                       |
| 28        | A cidade de Ecaflip 2        | 29 de junho de 2013     |                       |
| 29        | A cidade de Ecaflip 3        | 29 de junho de 2013     |                       |
| 30        | A loucura de Bonta           | 31 de agosto de 2013    |                       |
| 31        | A pausa                      | 7 de setembro de 2013   |                       |
| 32        | Uma vida de pupuce           | 14 de setembro de 2013  |                       |
| 33        | A fonte Noffoub              | 21 de setembro de 2013  |                       |
| 34        | Clics claques                | 28 de setembro de 2013  |                       |
| 35        | A faixa de Bouftou           | 05 de outubro de 2013   |                       |
| 36        | A cintura ding-dong          | 12 de outubro de 2013   |                       |
| 37        | Justiceiros de Chacharme     | 19 de outubro de 2013   |                       |
| 38        | Dragodingues                 | 26 de outubro de 2013   |                       |
| 39        | O Tulamour                   | 02 de novembro de 2013  |                       |
| 40        | O ponto de partida           | 09 de novembro de 2013  |                       |
| 41        | A espada de nove caudas      | 16 de novembro de 2013  |                       |
| 42        | O julgamento                 | 23 de novembro de 2013  |                       |
| 43        | O misturador de sonhos       | 30 de novembro de 2013  |                       |
| 44        | Meu papycha o negociante     | 07 de dezembro de 2013  |                       |
| 45        | Justiceiros de Chacharme 2   | 14 de dezembro de 2013  |                       |
| 46        | A febre de Hacienda          | 21 de dezembro de 2013  |                       |
| 47        | Indie                        | 28 de dezembro de 2013  |                       |
| 48        | Jogo do papel                | 4 de janeiro de 2014    |                       |
| 49        | A gelévision                 | 11 de janeiro de 2014   |                       |
| 50        | Charme fatal                 | 18 de janeiro de 2014   |                       |
| 51        | A armadilha do grande calor  | 25 de janeiro de 2014   |                       |
| 52        | Adeus                        | 1 de fevereiro de 2014  |                       |

## Transmídia
Na série DOFUS, Kerubim conta as aventuras extraordinárias de sua juventude e como ele conseguiu seus maravilhosos objetos. Os jogadores de DOFUS podem agora encontrar os personagens dos mesmos objetos no jogo. Assim como na série, sua loja está localizada na cidade de Astrub.
A ponte entre a série animada e o jogo on-line, e o site dedicado a Kerubim não é apenas uma riqueza de informações para os fãs do universo, mas também para diversão. É a partir de janeiro que o público explora os andares da casa de Kerubim e descobrem os objetos que estão escondidos. O princípio é simples: mais objetos são colhidos e ganham mais presentes.

### Filme da animação
O filme de animação intitulado Dofus Livre 1 : Joris Jurgen estava em produção e devia ser lançado em 2013. Mas o projeto começou do zero e o roteiro foi concluído no final de 2012. Ele agora está em pré-produção e a produção começará no verão de 2013. O filme será lançado no dia 03 de fevereiro de 2016.

### Jogos
O nome DOFUS é usado para vários jogos de vídeo.
- Dofus é um MMORPG que foi lançado no dia 23 de agosto de 2004.
- Dofus Battles existem duas versões, a primeira é um Tower defense e um segundo Tower Attaque para os produtos Apple.

### História em quadrinhos
A série também teve duas histórias em quadrinhos.
- DOFUS Heroes : Kerubim Tome 1
- DOFUS Heroes : Kerubim Tome 2